# (44005) Migliardi
(44005) Migliardi  es un asteroide perteneciente al cinturón de asteroides, descubierto el 25 de septiembre de 1997 por Vittorio Goretti desde el Observatorio de Pianoro, en Italia.

## Designación y nombre
Migliardi se designó inicialmente como 1997 SY3.
Más adelante fue nombrado en honor al profesor de literatura italiano y amigo del descubridor, Marco Migliardi (n. 1957).

## Características orbitales
Migliardi orbita a una distancia media del Sol de 2,9887 ua, pudiendo acercarse hasta 2,7312 ua y alejarse hasta 3,2463 ua. Tiene una excentricidad de 0,0861 y una inclinación orbital de 9,9722° grados. Emplea en completar una órbita alrededor del Sol 1887 días.

## Características físicas
Su magnitud absoluta es 13,8. Tiene 5,724 km de diámetro. Su albedo se estima en 0,215.